# 아카마쓰촌 (돗토리현)
아카마쓰촌(赤松村)은 돗토리현 핫토군・야즈군에 있던 촌이다. 

## 역사
- 1889년 10월 1일 - 정촌제 시행에 의해 핫토군 아카마쓰촌이 성립하였다.
- 1896년 4월 1일 - 야카미군, 핫토군, 지즈군이 합병해 야즈군이 성립하여, 야즈군 아카마쓰촌이 되었다
- 1909년 4월 1일 - 스가노촌, 와카사촌과 합병해 와카사정(초대)이 성립하여, 동일 아카마쓰촌은 폐지되었다.